# سمر محفوظ براج
سمر محفوظ برّاج، مؤلفة ومترجمة كتب أطفال لبنانية، ولدت في الجمهورية اللبنانية، فاز ورشح عدد من كتبها لجوائز رفيعة المستوى عالمية وعربية ومحلية منها الجائزة الأولى لكتاب الطفل في معرض بيروت عام 2012، حاصلة على بكالوريوس في اللغة العربية والعلوم الاجتماعية من الجامعة الأمريكية، وشهادة بكالوريوس في الإدارة العامة من الجامعة ذاتها.

## السيرة المهنية
سمر محفوظ برّاج مؤلفة، وشاعرة، وكاتبة مسرحية، ومؤلفة أغاني، ومدربة ومترجمة لكتب الأطفال، ولدت في الجمهورية اللبنانية حيث تقيم هناك، حاصلة على دبلوم في اللغة العربية والعلوم الاجتماعية في سنة 2002 من الجامعة الأمريكية في بيروت، لبنان، وشهادة بكالوريوس في اللغة العربية والعلوم الاجتماعية من الجامعة والسنة ذاتها، وشهادة بكالوريوس في الإدارة في سنة 1981 من الجامعة الأمريكية في بيروت، لبنان، منذ عام 2007 بدأت بمشوارها الكتابي بأول كتاب صدر لها ويحمل باسم عنوان "لم أكن أقصد"، ليكون نقطة البداية لنشر ما يزيد على 60 كتاباً في دور نشر مختلفة بعد ذلك، ترجمت أكثر من 78 كتاباً بعدة لغات ومنها الإيطالية والإنجليزية والفرنسية، حاز كتابها المترجم إلى اللغة الإسبانية" جدتي ستذكرني دائماً" على الجائزة الأولى لكتاب الطفل في معرض بيروت عام 2012. وكذلك فاز عدد من كتبها بجوائز، ومنها "خطّ أحمر"  بجائزة "عربي 21" في عام 2015 من تنظيم مؤسسة الفكر العربي والذي ترجم إلى اللغة التركية، وهو أول كتاب يتناول عن توعية الطفل حول ظاهرة التحرش الجنسي ضد الأطفال بأسلوب محبب ومبدع للطفل، و"صديقي" بجائزة "عربي 21"  في عام 2017 من تنظيم مؤسسة الفكر العربي. تم اختيار عدد من كتبها ضمن لوائح شرف عربيّة وعالميّة.  ومنها: " ما أحلى النوم"، والذي أدرج ضمن لائحة الشرف للمجلس الدولي لكتب الشباب، ورشح عملين من أعمالها ل جائزة الشيخ زايد، وكذلك أدرج أربع من أعمالها في القائمة القصيرة للأعمال المرشحة للفوز بجائزة اتصالات لكتاب الطفل في معرض الشارقة الدولي للكتاب، وهي: "أفتش عن هواية” في العام 2010، و ”أمي والتدخين” في السنة التي تليها، و ”عندما مرضت صديقتي” في العام 2011، الذي فاز أيضاً بالجائزة الثانية لكتب الأطفال في معرض بيروت الدولي للكتاب في العام 2011، و ”رجل شادي”، الذي أدرج أيضاً في القائمة الطويلة للأعمال المرشحة للفوز بجائزة اتصالات لكتاب الطفل في العام 2010، والقائمة تطول بالإنجازات.
بالإضافة إلى ذلك تبؤات برّاج عدة مناصب كعضو في كل من، الهيئة الإدارية في " الجامعة اللبنانية الأمريكية" منذ 2013، و«الهيئة اللبنانية لكتب الأولاد» منذ عام2007، وعضو الفريق المؤسس للموقع الإلكتروني «مبادرة لإعداد طفل عربي قارئ» في سنة 2015، وكذلك امتهنت مجال التدريس كمدّرسة (لغة عربية) ومسؤولة نشاطات مكتبة، بين عام 2007-2012، وأيضاً مدرّسة (لغة عربية وعلوم اجتماعية)، بين عام2007-2002، وتعقد برّاج العديد من ورش للكتابة والتدريب للأطفال والبالغين كونها مدربة حول «تدريس اللغة العربية بطريقة مرحة»، و«كيفية استخدام القصص لتشجيع الطفل على القراءة باللغة العربية»، و«الكتابة الإبداعية للأطفال» منذ عام 2007.

## المؤلفات
بعض من مؤلفاتها:
- (2007) أنا أيضا أريد، أصالة للنشر والتوزيع
- (2008) أريد حيوانا أليفا، أصالة للطباعة والنشر والتوزيع
- (2008) لم أكن أقصد. بيروت: أصالة للنشر
- (2009) أفتش عن هواية، أصالة للنشر والتوزيع
- (2009) الأرنب وملك الفيلة، كلمات للنشر والتوزيع
- (2011) عندما مرضت صديقتي. بيروت: يوكي بريس
- (2012) جدّتي ستتذكرني دائمًا. بيروت: يوكي بريس
- (2014) خطّ أحمر. بيروت: دار الساقي.[6]

- (2014) البطاقة العجيبة. عمّان: دار السلوى.
- (2016) شربر جائع، أكاديميا انترناشونال
- (2016) وسيم ينام وحده، دار الساقي للطباعة والنشر

## المشاركات
بعض من المشاركات في دور المعارض، المحاضرات والأعمال المسرحية:     
- نشاطات معرض أبو ظبي للكتاب في جلسة حواريّة حول «كيفيّة تعزيز قراءة القصص عند الأطفال»، مع الكاتب فيليب أرداغ وبريسيليا بايلي، آذار 2012.
- تقديم نشاط  stories on the map في بوخارست - رومانيا، عن طريق إجراء قراءات للأطفال وتقديم مسرحيّات- 2015-2016-2017.
- مهرجان طيران الإمارات للآداب الدور: مؤلّفة كتب للأطفال خلال جلسة بعنوان «من فكرة إلى قصّة»، وتقديم ورشة كتابة إبداعيّة للأطفال بعنوان «الأطفال أيضًا يكتبون»، دبي، آذار، 2014.
- المؤتمرالأوّل للهيئة العالميّة لكتب الأولاد لمنطقة آسيا الوسطى وشمال أفريقيا من خلال عرض حول “أهميّة حصص المكتبة المدرسيّة ودورها في تقريب الكتاب من الطفل"، الشارقة، نيسان 2013.

## الجوائز
- جائزة اتصالات لكتاب الطفل - فئة الطفولة المبكرة المقدمة ضمن جوائز معرض الشارقة الدولي للكتاب 2021.